# Якимівський професійний аграрний ліцей
Державний навчальний заклад «Якимівський професійний аграрний ліцей» — заклад професійно-технічної освіти, що готує кваліфікованих робітників для агропромислового комплексу та підприємств громадського харчування, у смт Якимівка Мелітопольського району Запорізької області.

## Найменування
Повна назва:
- Державний навчальний заклад «Якимівський професійний аграрний ліцей»

Скорочена назва:
- ДНЗ "ЯКИМІВСЬКИЙ ПАЛ"

## Історія
Історія навчального закладу починається з 1930 року під назвою «однорічна школа ударників механізації сільського господарства». Школа входила до складу дослідницької станції, як відділ підготовки сільськогосподарських кадрів. 
Згодом школа стала самостійним навчальним  закладом — школою механізації зі своєю матеріально – технічною базою, яка нараховувала  два комбайни «Комунар», два комбайни «Сталінець», два плуги, дві сівалки, два культиватори, та двох коней. Також з державного фонду було виділено 10 га
землі. У 1936-1937р. збудовані майстерні, у яких налагодили  виробництво пашельників різних профілів, що реалізовували на МТС.
Під час Великої Вітчизняної війни навчальний корпус та майстерні були зруйновані, і лише у 1946 році почалося відродження навчального закладу. В цей час школа механізації почала готувати спеціалістів широкого профілю: комбайнерів, трактористів, бригадирів тракторних бригад, заправників машино – тракторних станцій для всієї республіки. Один з перших випускників післявоєнних років Добришин В.П. був удостоєний найвищої нагороди країни – ордена Леніна за трудові здобутки на збиранні врожаю.
З роками мережа навчальних закладів розширювалася, і в 1958 році школа механізації реорганізована в технічне училище механізації сільського господарства та передана обласному управлінню трудових  резервів. Згодом у літопис училища були вписані підняття цілинних земель і налагодження роботи в господарствах Казахстану під час збирання хлібів.
Майже ціле століття тривав розвиток навчального закладу: школа механізації, технічне училище механізації сільського господарства, Якимівське СПТУ-1, Якимівське СПТУ-51 і врешті — ДНЗ «Якимівський професійний  аграрний ліцей» — все це історія розвитку навчального закладу.
За час свого існування в  училищі підготовлено понад 18,5 тисяч кваліфікованих робітників для сільського господарства району та області. Серед них — 4 Герої Соціалістичної праці — Дем’ян Володимирович Цеков, Михайло Єгорович Довжик, Володимир Іванович Федоренко, Олександр Володимирович Вагнер.
Здобувши в училищі практичні знання багато з випускників отримали вищу освіту і стали керівниками різних  рівнів спеціалістів: Баранов Анатолій Трохимович — довгі роки очолював радгосп «Переможець», що був лідером району у соціалістичному змаганні. Ганов Віктор Яковлевич — голова ради сільськогосподарських робітників Якимівського району. Черепухін Володимир Данилович — кандидат технічних наук, автор 90 опублікованих статей, 7 винаходів, нагороджений медаллю «За трудову доблесть». В стінах училища народилися родині династії хліборобів: Казабащі, Яворські, Проскурникові, Карнаухови, Сомови.
З 1977 року учні училища разом з  професією отримують середню освіту, що дає можливість вступати до вищих навчальних  закладів.
Сучасна історія продовжує славні традиції минулих років.
У 2009 році у Всеукраїнському огляді конкурсу — «Робітнича професія-2009» в номінації«Викладачі» Глінка А.В. (викладач спецдисциплін) став лауреатом конкурсу і був нагороджений Дипломом ІІІ ступеня Міністерства освіти і науки України.
У номінації «Учні» дипломантами стали Утьєв Микола — нагороджений Дипломом ІІ ст.; а Дипломом І ст. — Плетюк Юлія.

## Напрями підготовки
Ліцей готує кваліфікованих робітників за такими спеціальностями:
- на базі повної середньої освіти
  - слюсар з ремонту колісних транспортних засобів
  - водій автотранспортних засобів (категорія «С»)

- на базі загальної середньої освіти
  - слюсар з ремонту сільськогосподарських машин та устаткування
  - тракторист-машиніст сільськогосподарського виробництва (категорії «А1», «А2», «В1»)
  - водій автотранспортних засобів (категорія «С»)
  - кухар

## Керівники закладу
| Фото | Ім'я           | Час на посаді | Примітка                                                                       |
|      | Кудлай Ф.А.    | 1930-1936     | як завідувач школи ударників механізації сільського господарства               |
|      | Бабкін Г.А.    | 1936-1940     |                                                                                |
|      | Денисенко І.Г. | 1946-1953     |                                                                                |
|      | Осейко І.Є.    | 1953-1956     |                                                                                |
|      | Гільов Л.С.    | 1957-1963     | як директор технічного училища механізації сільського господарства (з 1958 р.) |
|      | Повалій Г.Л.   | 1967-1970     |                                                                                |
|      | Локтєв П.П.    | 1970-1974     |                                                                                |
|      | Селевич М.Г.   | 1974-1976     |                                                                                |
|      | Панов В.А.     | 1976-1982     | як директор СПТУ №1 (з 1977 р.)                                                |
|      | Шерстюк Л.І.   | 1982-1986     | як директор СПТУ №51 (з 1985 р.)                                               |
|      | Іваненко В.М.  | 1986-1998     |                                                                                |
|      | Лавренко І.П.  | 1998-2003     |                                                                                |
|      | Макарик В.Я.   | 2003-2017     | як директор ЯПАЛ (з 2007 р.) → ДНЗ "ЯКИМІВСЬКИЙ ПАЛ" (з 2010 р.)               |
|      | Лунін А.І.     | 2017-2020     |                                                                                |
|      | Гончаров Ю.В.  | з 2021        |                                                                                |

## Відомі випускники
- Федоренко Володимир Миколайович — механізатор, Герой Соціалістичної праці (1975).
- Черепухін Володимир Данилович — кандидат технічних наук, винахідник[1].
- Цеков Дем'ян Володимирович — Герой Соціалістичної праці (1953).
- Вагнер Олександр Вінцевич — комбайнер Чехоградської МТС. Герой Соціалістичної праці (1952).
- Довжик Михайло Єгорович — "першоцілинник", механізатор, Герой Соціалістичної праці (1972). Депутат Верховної ради СРСР 6 скликання. Депутат Верховної ради Казахской РСР.
- Попов Володимир Геннадійович (1990—2014) — старший солдат Збройних сил України, кавалер ордена «За мужність» III ступеня. Учасник російсько-української війни.
- Демидов Юрій Геннадійович (1983—2014) — солдат Збройних сил України, учасник російсько-української війни.